# Philips CD-i
CDi, або Compact Disc Interactive — назва мультимедійного інтерактивного CD-плеєра, розробленого і розповсюджуваного Royal Philips Electronics NV. CD-i також є назвою стандарту для мультимедійних компакт-дисків, що використовуються консоллю CD-i. Цей стандарт також відомий під назвою Зелена книга (green book). Він був розроблений компаніями Philips і Sony в 1986 році. Перший плеєр Philips CD-i, випущений в 1991 році, і спочатку коштував близько 700 доларів, мав можливість відтворення інтерактивних дисків CD-i, аудіо-CD, CD + G (CD + Graphics), Karaoke CD, і Video CDs (VCDs) . Для відтворення останніх потрібна опціональна «Digital Video Card» (карта для цифрового відео), що виконували декодування відео у форматі MPEG-1. На CD-i можна також грати, бо до CD-i додается ще також приставка.